# Rio Hârnău
O Rio Hârnău é um rio da Romênia, afluente do Valea Popii, localizado no distrito de Argeş.